# Йожеф Кюнстлер
Йожеф Кюнстлер (угор. Künsztler József; нар. 3 липня 1897, Будапешт, Австро-Угорщина — пом. 1977, Нікосія, Кіпр) — угорський футболіст та тренер, виступав на позиції вінґера. Свої футбольні знання отримав у престижній угорській футбольній школі, 10 сезонів пропрацював у Греції.

## Кар'єра гравця
У 15-річному віці приєднався до угорського «Немзеті СК». Після закінчення військової служби воював у чехословацькій Празі. У 19 років знову повернувся в «Немзеті», де грав на позиції основного правого півзахисника. У період 1915-1918 років був основним футболістом і був провідним гравцем збірної Угорщини. З 1918 по 1922 рік був граючим тренером німецького клубу «Уніон 03 Альтона». Незважаючи на угорське громадянство, він також грав за змішану збірну Північної Німеччини. Він повернувся на батьківщину і протягом 2 років грав в «Уйпешті», чудово виступаючи, поки не отримав травму в 1924 році і не перервав свою спортивну кар'єру у віці 27 років. Повернувся на батьківщину і протягом 2 років грав за «Уйпешт», чудово виступав, допоки не отримав травму в 1924 році і не перервав свою спортивну кар'єру у віці 27 років. Потім здобув тренерський диплом Королівської академії гімнастики в Будапешті та диплом рефері Угорської школи суддівства.

## Кар'єра тренера
У 1928 році вступив до Угорської тренерської школи, яку закінчив всього за одинадцять місяців (замість вісімнадцяти), одразу після чого перейшов на роботу в «Панатінаїкосі», щоб очолити клуб, де замінив свого співвітчизника Міклоша Форнера.

### 1928-1931: «Епоха дзвону» Панатинаїкосу
На тренерському містку «зелених» фактично розпочав роботу в сезоні 1928/29. Стадіон «Апостолос Ніколаїдіс» на проспекті був його домом, оскільки адміністрація «Панатінаїкосу» надала йому кімнату біля 11-ї трибуни стадіону, де проживав із дружиною . Незважаючи на його дратівливий характер, він отримав задоволення від спортсменів Панатинаїкосу, які були готові грати за запропонованою ним системою 5-3-2-1.
При цьому він намагався оновити команду, запрошуючи талановитих молодих спортсменів з другої команди клубу. З запрошенням Костаса Балтасіса, Міцоса Балтасіса, Мімі П’єрраку, Стефаноса П’єрракоса, Спіроса Іпофантіса та Ангелоса Мессаріса Кінслер створив дуже сильну команду. Виграв чемпіонат Афін без поразок, при цьому здобув по 9 перемог та нічиїх, різниця забитих та пропущених м'ячів 41:3.
У сезоні 1929/30 років Кюнстлер надав можливість Анжелосу Мессарісу взяти провідну роль, в результаті чого Панатинаїкос став чемпіоном Афін у 1930 році, а потім без поразок виграв чемпіонат Греції, який був першим для клубу з моменту його створення. Під керівництвом Йожефа найбільший рахунок у матчі зафіксований у поєдинку одвічних суперників, в матчі за чемпіонство «Панатинаїкос» переміг «Олімпіакос» з рахунком 8:2. Завдяки подвійній перемозі над «Олімпіакосом» став першим тренером «Панатинаїкоса» та одним із чотирьох в історії команди, яка виграла дербі одвічних суперників вдома та на виїзді за чемпіонат. Аналогічне досягнення вдалося повторити лише через 48 років Казімеж Гурський, а пізніше Хуан Рамон Роча та Віктор Муйос. У 1931 році «Панатінаїкос» Кюнстлера знову став чемпіоном Афін.

### 1932-1939
У 1932 році його становище дещо похитнутося після відходу Анджелоса Мессаріса та інших гравців, але внесок Кюнстлера став значним, незважаючи на той факт, але команда знову не повторили в сезоні 1929/31, який характеризувався як його «епоха дзвінків». Потім Кюнстлер виграв з Панатинаїкосом чемпіонат Афін у сезонах 1934, 1937, 1939 років. За винятком сезону 1934/35 років, коли він передав тренерський місток клубу на певний період Мартону Бему, якого він сам же й запропонував на вище вказану посаду, Йожеф працював у «Панатінаїкосі» до 1939 року.

### Досягнення в Греції
Йожеф Кюнстлер виграв найбільшу кількість чемпіонатів Афін серед інших тренерів. Як тренер «Панатінаїкоса» здобув найбільшу кількість перемог у внутрішньому дербі проти «Олімпіакоса», АЕКа та ПАОКа, оскільки на додаток до перемоги над «Олімпіакосом» з рахунком 8:2, здобув перемогу 5-0 над АЕКом у чемпіонаті 1934 року та з рпахунком 7:1 над ПАОКом у сезоні 1931 року. Він й донині залишається тренером, який найдовший період часу займав тренерський місток «Панатинаїкоса».

### 1934—1951: тренер АПОЕЛа
Окрім роботі в «Панатінаїкосі», він також був тренером АПОЕЛ з 1934 по 1951 рік. З командою АПОЕЛа вигравав 5 чемпіонатів поспіль до початок Другої світової війни, а також 3 поспіль після її закінчення (1936, 1937, 1938, 1939, 1940, 1947, 1948, 1949), а також 2 національні кубки (1937, 1941). З початку роботи у команді, зробив ставку на молодих талановитих гравців. У 1936 році також очолив національну збірну Грецією. У 1942 році під час перебування на Кіпрі його заарештували через угорське громадянство та відправили до табору для військовополонених в Уганді. У 1946 році повернувся на Кіпр і з таким же успіхом продовжив свою роботу.

### Досягнення на Кіпрі
У 1947 році виграв «золотий дубль» без жодної поразки. У 1948 році виграв чемпіонат без жодної поразки та нічиєю. У 1949 році виграв ще один чемпіонат лише з перемогами (загалом — 14). У фіналі Кубку Кіпру 1951 року АПОЕЛ переміг з рахунком 7:0 над ЕПА. Цей матч став найрезультативнішим серед фіналів Кубку Кіпру. Залишається тренером, який виграв найбільшу кількість чемпіонатів на Кіпрі.

## Досягнення
- Чемпіонат Греції
  -  Чемпіон (1): 1930

- Чемпіонат Афін
  -  Чемпіон (6): 1929, 1930, 1931, 1934, 1937, 1939

- Чемпіонат Кіпру
  -  Чемпіон (8): 1936, 1937, 1938, 1939, 1940, 1947, 1948, 1949

- Кубок Кіпру
  -  Володар (4): 1937, 1941, 1947, 1951